# Living in the USA
Living in the USA è un album della cantante statunitense Linda Ronstadt, pubblicato dall'etichetta discografica Asylum e distribuito dalla Warner nel 1978.
L'album è prodotto da Peter Asher.

## Tracce

### Lato A
1. Back in the U.S.A.
2. When I Grow Too Old to Dream
3. Just One Look
4. Alison
5. White Rhythm & Blues

### Lato B
1. All That You Dream
2. Ooh Baby Baby
3. Mohammed's Radio
4. Blowing Away
5. Love Me Tender